# Restaurante Laurentina

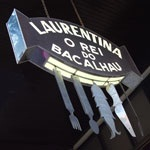

A Laurentina, O Rei do bacalhau é um restaurante tradicional de Portugal, especializado em pratos de Bacalhau. 

## História
O Restaurante Laurentina nasceu em 1976 nas Avenidas Novas, Lisboa. A 19 de Abril de 1987, Domingo de Páscoa, António Pereira inaugurou as actuais instalações da Casa Laurentina. Mantendo as suas origens na cozinha tradicional, recentemente alargou a sua oferta, detendo a sua ementa 80% de pratos de bacalhau, 10% de pratos Moçambicanos e 10% de pratos tradicionais portugueses. 